# Болотниковское сельское поселение (Мордовия)
Болотниковское се́льское поселе́ние — муниципальное образование в Лямбирском районе Мордовии Российской Федерации.
Административный центр — село Болотниково.

## История
Статус и границы сельского поселения установлены Законом Республики Мордовия от 28 декабря 2004 года № 122-З «Об установлении границ муниципальных образований Лямбирского муниципального района, Лямбирского муниципального района и наделении их статусом сельского поселения и муниципального района».

## Население
| 2002 | 2010 | 2012 | 2013 | 2014 | 2015 | 2016 |
| ---- | ---- | ---- | ---- | ---- | ---- | ---- |
| 669  | ↗691 | ↗697 | ↘687 | ↘681 | ↘677 | ↘665 |
| 2017 | 2018 | 2019 | 2020 | 2021 |      |      |
| ↗666 | ↘655 | ↗657 | ↘650 | ↗654 |      |      |

## Состав сельского поселения
| № | Населённый пункт | Тип населённого пункта       | Население |
| - | ---------------- | ---------------------------- | --------- |
| 1 | Акаевка          | деревня                      | ↘6        |
| 2 | Апполоновка      | деревня                      | ↗47       |
| 3 | Болотниково      | село, административный центр | ↗435      |
| 4 | Масловка         | деревня                      | ↗167      |
| 5 | Мельцапино       | село                         | ↘31       |
| 6 | Советское        | село                         | ↘5        |